# Арапоран
Арапоран (порт. Araporã) — муниципалитет в Бразилии, входит в штат Минас-Жерайс. Составная часть мезорегиона Триангулу-Минейру-и-Алту-Паранаиба. Входит в экономико-статистический микрорегион Уберландия. Население составляет 6002 человека на 2006 год. Занимает площадь 298,490 км². Плотность населения — 20,1 чел./км².

## История
Город основан 27 апреля 1992 года.

## Статистика
- Валовой внутренний продукт на 2003 год составляет 534 464 439,00 реалов (данные: Бразильский институт географии и статистики).
- Валовой внутренний продукт на душу населения на 2003 год составляет 94 029,63 реалов (данные: Бразильский институт географии и статистики).
- Индекс развития человеческого потенциала на 2000 год составляет 0,780 (данные: Программа развития ООН).

## География
Климат местности: тропический. В соответствии с классификацией Кёппена, климат относится к категории Cfa.